# 샌디훅 (코네티컷주)

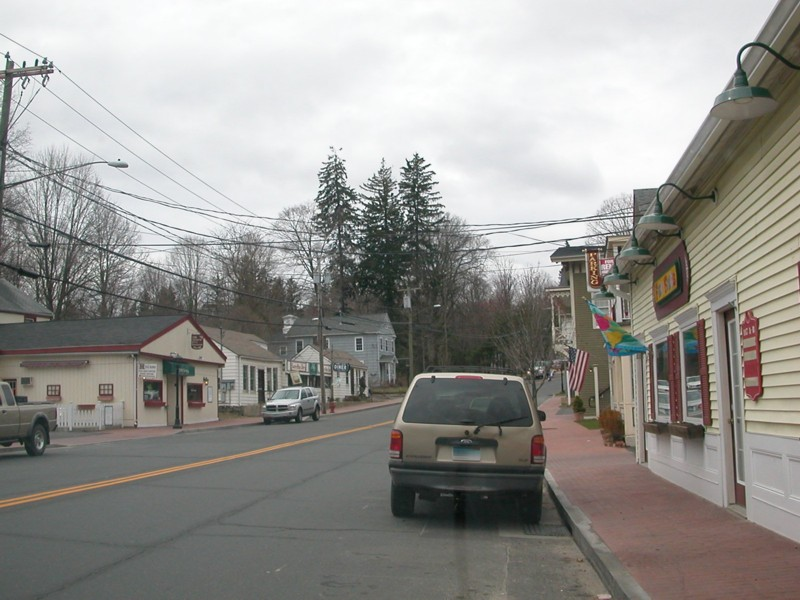
샌디훅 (2007년)

샌디훅(Sandy Hook)은 미국 코네티컷주 뉴타운의 한 마을이다. 2012년 발생한 샌디훅 초등학교 총기 난사 사건의 무대가 되었다.

## 출신 인물
- 수잔 콜린스
- 브루스 제너
- 앤서니 에드워즈
- 윌리엄 해밀턴 깁슨
- 스티븐 켈로그